# San Cipriano d'Aversa
San Cipriano d'Aversa é uma comuna italiana da região da Campania, província de Caserta, com cerca de 12507 habitantes. Estende-se por uma área de 6 km², tendo uma densidade populacional de 2085 hab/km². Faz fronteira com comunilimitrofi = Casal di Principe.

## Demografia
| Variação demográfica do município entre 1861 e 2011                               |
|                                                                                   |
| Fonte: Istituto Nazionale di Statistica (ISTAT) - Elaboração gráfica da Wikipedia |